# How to Murder Your Wife
How to Murder Your Wife (Como Matar a Sua Esposa (título em Portugal) ou Como Matar a Sua Mulher (título no Brasil)), é um filme estadunidense de 1965, produzido pela United Artists, companhia da Metro-Goldwyn-Mayer, realizado por Richard Quine, e protagonizado por Jack Lemmon e Virna Lisi.

## Argumento
Stanley Ford (Jack Lemmon) é um desenhista de banda desenhada, que vive totalmente feliz por ser muito bem sucedido profissionalmente, ter um excelente mordomo, Charles (Terry-Thomas), que cuida de tudo, e principalmente, por não ter se casado. Entretanto, numa despedida de solteiro, Stanley fica bêbado, ao ponto de se casar com a garota que saiu do bolo (Virna Lisi). No dia seguinte, quando toma consciência da situação, descobre que a sua esposa é italiana e não fala inglês. A partir daí, a sua vida fica completamente transfigurada, pois o seu mordomo ameaça despedir-se por causa de não trabalhar para casais, e a sua mulher muda radicalmente a rotina da casa. Em virtude disto, ele troca as aventuras do agente secreto que desenhava e transforma-a numa comédia doméstica. Quando ele começa a ter problemas a série, devido a todas estas mudanças, ele planeja, pelo menos na sua tira diária, que o agente secreto mate a esposa. Ela vê os desenhos e pensa que ele quer matá-la realmente, fugindo de imediato. Quando a tira é publicada, todos suspeitam que ele cometeu o assassinato, pois além de ninguém encontrá-la, ele é conhecido por só desenhar situações que tenha vivido, o que faz com que seja preso, e seja levado a tribunal.

## Elenco
- Jack Lemmon - Stanley Ford

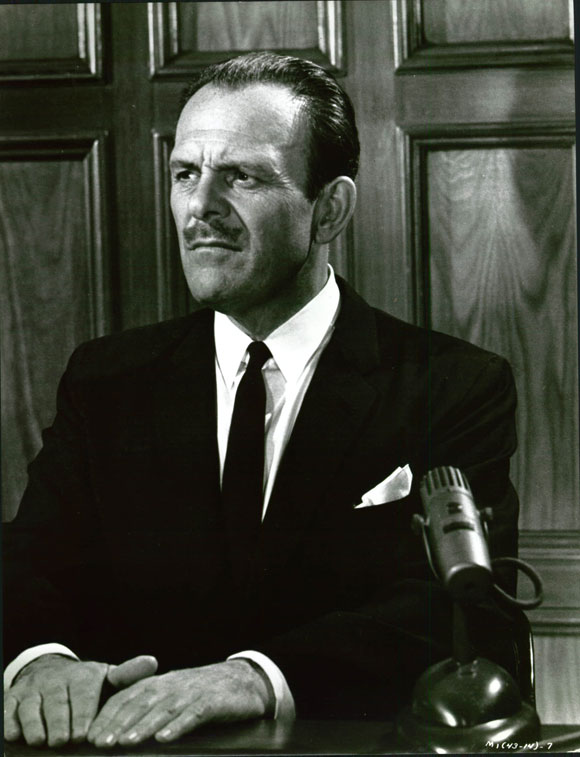
Terry-Thomas no banco dos réus

- Virna Lisi - Sra. Ford (a mulher que sai do bolo)
- Terry-Thomas - Charles, o mordomo
- Eddie Mayehoff - Harold Lampson
- Claire Trevor - Edna Lampson
- Mary Wickes - Secretário de Harold
- Jack Albertson - Dr. Bentley
- Sidney Blackmer - Juiz Blackstone
- Max Showalter - Tobey Rawlins
- Alan Hewitt - Procurador-Geral da República
- Barry Kelley - Membro do Clube da Sauna a Vapor
- William Bryant - Trabalhador da Construção Civil
- Charles Bateman - Membro do Clube da Sauna a Vapor
- Edward Faulkner - Membro do Clube da Sauna a Vapor / Convidado da festa
- Lauren Gilbert - Gerente do Clube Masculino

## Prémios e Indicações
- Jack Lemmon ganhou o Prémio Laurel de Melhor Actor Masculino de Comédia.
- Claire Trevor foi nomeado para a Golden Laurel de Melhor Actriz Secundária Feminina.
- Jack Lemmon também foi indicado para a BAFTA Film Award de Melhor Actor Estrangeiro.